# Campionati arabi di lotta 2018
I campionati arabi di lotta 2018 si sono svolti a Sharm el-Sheikh, in Egitto, dal 25 al 27 luglio 2018.

## Podi

### Lotta libera
| Evento | Oro                                      | Argento                          | Bronzo                  |
| 57 kg  | Jamal Abd al-Nasir Hanafi Muhammad       | Farouk Jelassi                   | Gamal Al-Sabri          |
| 61 kg  | Yassir Ishata Abbadi Ahmad               | Mohammed Al-Magherbi             | Hamza El Ashiee         |
| 65 kg  | Ibrahim Abd al-Hamid                     | Kaireddine Ben Telili            | Hussain Al-Azzani       |
| 70 kg  | Amr Rida Ramadan Hussein                 | Heithem Dakhlaoui                | Essam Elhag             |
| 74 kg  | Maher Ghanami                            | Mustafa Mahmud Muhammad Sajjid   | Mohamed Besheer Ibrahim |
| 79 kg  | Ayoub Barraj                             | Ahmad Abd al-Basit Sa’id Darwisz | Mohammed Al-Quhali      |
| 86 kg  | Hasan Muhammad Hasan Fu’ad               | Guma Basher                      | Non assegnato           |
| 92 kg  | Amr Isam Ramadan Atijja                  | Non assegnato                    | Non assegnato           |
| 97 kg  | Chalid Masud Isma’il Ahmad al-Mutamadawi | Hassan Tergenie                  | Non assegnato           |
| 125 kg | Chalid Umar Zaki Muhammad Abd Allah      | Ahmed Badr El-Aly                | Mohamed Amir El-Awadi   |

### Lotta greco-romana
| Evento | Oro                                  | Argento                    | Bronzo                         |
| 55 kg  | Youssef Harbi                        | Mostafa Al-Qade            | Gamal Al-Sabri                 |
| 60 kg  | Hajsam Mahmud                        | Ali Abosief Ali Al-Naser   | Mohammed Al-Magherbi           |
| 63 kg  | Hasan Hasan Ahmad Muhammad           | Eltarahonie Dawfan         | Ibrahim Yacoub Hammoudeh Arrar |
| 67 kg  | Abu Halima as-Sa’id                  | Soleymen Nasr              | Ahmed Mohamed Ahmed Dashan     |
| 72 kg  | Dżamal Marzuk Aszur Marzuk           | Jamal Sadeh Amro Al-Fattah | Non assegnato                  |
| 77 kg  | Ahmad Ibrahim Dżuma Hasan            | Abdallah Saad Wadany       | Non assegnato                  |
| 82 kg  | Ahmad Hasan Ali Mahmud Ahmad         | Sultan Eid                 | Mohammed Al-Quhali             |
| 87 kg  | Mustafa Ali as-Sajjid Dżabr          | Mohamed Al-Marafi          | Non assegnato                  |
| 97 kg  | Muhammad Ibrahim Abd al-Halim Husajn | Mohamed Amir El-Awadi      | Alabedeen Adnan Kreshan Zein   |
| 130 kg | Abd al-Latif Muhammad Ahmad          | Hamzeh Odtalla             | Ahmed Badr El-Aly              |

## Medagliere
Paese ospitante.
| Pos.   | Paese               | Oro | Argento | Bronzo | Totale |
| ------ | ------------------- | --- | ------- | ------ | ------ |
| 1      | Egitto              | 18  | 2       | 0      | 20     |
| 2      | Tunisia             | 2   | 5       | 0      | 7      |
| 3      | Giordania           | 0   | 6       | 3      | 9      |
| 4      | Yemen               | 0   | 1       | 6      | 7      |
| 5      | Sudan               | 0   | 1       | 2      | 3      |
| 6      | Emirati Arabi Uniti | 0   | 1       | 1      | 2      |
| 6      | Siria               | 0   | 1       | 1      | 2      |
| 6      | Libano              | 0   | 1       | 1      | 2      |
| 7      | Arabia Saudita      | 0   | 1       | 0      | 1      |
| Totale | Totale              | 20  | 19      | 14     | 53     |